# Paracroton pendulus
Paracroton pendulus är en törelväxtart som först beskrevs av Justus Carl Hasskarl, och fick sitt nu gällande namn av Friedrich Anton Wilhelm Miquel. Paracroton pendulus ingår i släktet Paracroton och familjen törelväxter.

## Underarter
Arten delas in i följande underarter:
- P. p. pendulus
- P. p. zeylanicus